# Escravidão sexual
Escravidão sexual e exploração sexual referem-se à imposição de qualquer direito de propriedade sobre uma ou mais pessoas com a intenção de coagi-las ou forçá-las a se envolver em atividades sexuais. Isso inclui trabalho forçado que resulta em atividade sexual, casamento forçado e tráfico sexual, como o tráfico sexual de crianças.
A escravidão sexual assumiu várias formas ao longo da história, incluindo a escravidão sob propriedade única e a servidão ritual associada a práticas religiosas em regiões como Gana, Togo e Benin. Além disso, o alcance da escravidão vai além da exploração sexual explícita, pois casos de atividade sexual não consensual se entrelaçam com sistemas destinados a fins essencialmente não sexuais, como ocorreu na colonização das Américas, período marcado pelo encontro entre exploradores europeus e povos indígenas, no qual o trabalho forçado para ganhos econômicos conviveu com a ampla ocorrência de práticas sexuais não consentidas.
Na análise das complexas camadas dessa narrativa histórica, a obra seminal de Gilberto Freyre, Casa-Grande e Senzala, lança luz sobre as dinâmicas sociais surgidas da fusão das culturas europeia, indígena e africana no Brasil. Em algumas culturas, o concubinato foi uma forma tradicional de escravidão sexual, na qual mulheres passavam a vida em servidão sexual, notadamente no contexto do concubinato no Islã, sendo que, em certos casos, as concubinas escravizadas e seus filhos gozavam de direitos e posições sociais diferenciadas.
A Vienna Declaration and Programme of Action convoca um esforço internacional para conscientizar sobre a escravidão sexual, reconhecendo-a como uma violação dos direitos humanos. A incidência da escravidão sexual por país foi estudada e tabulada pela UNESCO, com a cooperação de diversas agências internacionais.

## Definições
O Estatuto de Roma do Tribunal Penal Internacional (que define os crimes sob os quais o Tribunal pode ter jurisdição) abrange os crimes contra a humanidade (Artigo 7), os quais incluem “escravização” (Artigo 7.1.c) e “escravidão sexual” (Artigo 7.1.g) “quando cometidos como parte de um ataque generalizado ou sistemático contra qualquer população civil”. Ele também define a escravidão sexual como um crime de guerra e uma violação das Convenções de Genebra quando cometida durante um conflito armado internacional (Artigo 8.b.xxii) e, indiretamente, em um conflito armado interno sob o Artigo (8.c.ii), sendo que a jurisdição dos tribunais sobre crimes de guerra exclui explicitamente crimes cometidos durante “situações de distúrbios e tensões internas, como motins, atos isolados e esporádicos de violência ou outros atos de natureza semelhante” (Artigo 8.d).
O texto do Estatuto de Roma não define explicitamente a escravidão sexual, mas define a escravização como “o exercício de qualquer ou de todas as prerrogativas associadas ao direito de propriedade sobre uma pessoa e inclui o exercício de tal poder no curso do tráfico de pessoas, em particular mulheres e crianças” (Artigo 7.2.c).
Nos comentários sobre o Estatuto de Roma, Mark Klamberg afirma:

A escravidão sexual é uma forma particular de escravização que inclui limitações à autonomia, à liberdade de movimento e ao poder de decidir sobre questões relativas à atividade sexual. Assim, o crime também engloba casamentos forçados, servidão doméstica ou outro trabalho forçado que, em última instância, envolve atividade sexual compulsória. Em contraste com o crime de estupro, que é uma infração consumada, a escravidão sexual constitui uma infração contínua. ... Formas de escravidão sexual podem incluir, por exemplo, a detenção de mulheres em "campos de estupro" ou "estações de conforto", casamentos temporários forçados com soldados e outras práticas que tratam as mulheres como propriedade, violando assim a norma peremptória que proíbe a escravidão.

## Tipos

### Exploração sexual comercial de adultos
A exploração sexual comercial de adultos (frequentemente denominada “tráfico sexual”) é um tipo de tráfico de pessoas que envolve o recrutamento, transporte, transferência, acolhimento ou recebimento de indivíduos por meios coercitivos ou abusivos com o intuito de exploração sexual. A exploração sexual comercial não é a única forma de tráfico de pessoas, havendo variação nas estimativas quanto à porcentagem de tráfico destinada a encaminhar alguém à escravidão sexual. A BBC News citou um relatório da UNODC que apontava como destinos mais comuns para as vítimas do tráfico de pessoas em 2007 a Tailândia, Japão, Israel, Bélgica, Holanda, Alemanha, Itália, Turquia e Estados Unidos, enquanto o mesmo relatório indicava Tailândia, China, Nigéria, Albânia, Bulgária, Bielorrússia, Moldávia e Ucrânia como principais fontes de indivíduos traficados.

### Exploração sexual comercial de crianças
A exploração sexual comercial de crianças (CSEC) abrange prostituição infantil (ou tráfico sexual de crianças), turismo sexual infantil, pornografia infantil ou outras formas de sexo transacional com crianças. O Youth Advocate Program International (YAPI) descreve o CSEC como uma forma de coerção e violência contra crianças e uma modalidade contemporânea de escravidão. Uma declaração do Congresso Mundial Contra a Exploração Sexual Comercial de Crianças, realizado em Estocolmo em 1996, definiu o CSEC como “abuso sexual por parte do adulto e remuneração em dinheiro ou em espécie para a criança ou para um terceiro. A criança é tratada como objeto sexual e comercial”.

#### Prostituição infantil
A prostituição infantil, ou tráfico sexual de crianças, configura uma forma de escravidão sexual. Trata-se da exploração sexual comercial de crianças, na qual a criança presta serviços de prostituição, geralmente em benefício financeiro de um adulto. A polícia federal da Índia afirmou em 2009 que cerca de 1,2 milhão de crianças no país estavam envolvidas na prostituição, e, segundo o CBI, estudos do Ministério das Mulheres e do Desenvolvimento Infantil estimavam que cerca de 40% das prostitutas na Índia fossem crianças. O Instituto de Pesquisa do Sistema de Saúde da Tailândia apontou que 40% das prostitutas na Tailândia são crianças. Em algumas regiões, a prostituição infantil é tolerada ou ignorada pelas autoridades; um juiz de Honduras afirmou, sob anonimato, que “se a vítima (a criança prostituta) tem mais de 12 anos, se recusa a registrar queixa e se os pais lucram claramente com o comércio da criança, tendemos a fechar os olhos”.

#### Turismo sexual infantil
O turismo sexual infantil é uma forma de tráfico sexual de crianças, centrado na compra e venda de menores para escravidão sexual. Trata-se do deslocamento de um adulto para outro país com o propósito de se envolver em abuso sexual infantil facilitado comercialmente. O turismo sexual infantil gera consequências físicas e mentais para as crianças exploradas – incluindo doenças (como HIV/AIDS), dependência química, gravidez, desnutrição, ostracismo social e até morte –, conforme apontado pelo Departamento de Estado dos EUA. Países como Tailândia, Camboja, Índia, Brasil e México são apontados como focos dessa exploração.

#### Pornografia infantil
A pornografia infantil, às vezes referida como “imagens de abuso infantil”, refere-se a imagens ou filmes que retratam atividades sexualmente explícitas envolvendo uma criança, constituindo assim um registro visual do abuso sexual infantil. O abuso infantil ocorre durante os atos sexuais fotografados na produção da pornografia infantil, Os efeitos do abuso sobre a criança – que se estendem até a idade adulta – são agravados pela ampla distribuição e disponibilidade prolongada das imagens do abuso.
O tráfico sexual infantil frequentemente envolve pornografia infantil. Crianças são comumente compradas e vendidas para fins sexuais sem o conhecimento dos pais, sendo utilizadas para produzir pornografia infantil – especialmente em formas sádicas, onde podem ser submetidas à tortura.

### Tráfico de cybersex
As vítimas do tráfico de cybersex, principalmente mulheres e crianças, tornam-se escravas sexuais que são traficadas e forçadas a atuar em transmissões ao vivo Nessas exibições, são obrigadas a assistir aos consumidores pagantes em telas compartilhadas e a seguir suas ordens, apresentando atos sexuais coercitivos ou estupro via webcam.

### Prostituição forçada
A prostituição forçada pode ser considerada uma forma de escravidão sexual. Os termos “prostituição forçada” e “prostituição imposta” aparecem em convenções internacionais e humanitárias, embora nem sempre sejam compreendidos ou aplicados de forma consistente, referindo-se geralmente a condições de controle sobre uma pessoa coagida a se envolver em atividade sexual. A questão do consentimento na prostituição é amplamente debatida, havendo divergências quanto a considerá-la uma escolha livre ou uma prática intrinsecamente exploratória das mulheres. A legislação na Suécia, Noruega e Islândia – onde é ilegal pagar por sexo, mas não vendê-lo – baseia-se na ideia de que todas as formas de prostituição são inerentemente exploratórias, ao passo que, em países como Holanda, Alemanha e Singapura, a prostituição é considerada uma profissão.
Em 1949, a Assembleia Geral da ONU adotou a Convention for the Suppression of the Traffic in Persons and of the Exploitation of the Prostitution of Others (Convenção de 1949). O Artigo 1 dessa convenção prevê punição para qualquer pessoa que “procure, instigue ou afaste, para fins de prostituição, outra pessoa” ou “explore a prostituição de outra pessoa, mesmo com o seu consentimento”. Para se enquadrar na convenção, o tráfico não precisa cruzar fronteiras internacionais. Em contraste, organizações como UNAIDS, OMS, Amnesty International, Human Rights Watch e UNFPA têm instado os Estados a descriminalizarem o trabalho sexual no esforço global de combate à epidemia de HIV/AIDS, a outras questões de saúde relacionadas a DSTs e a garantir o acesso dos trabalhadores do sexo aos serviços de saúde.

### Casamento forçado
Um casamento forçado é aquele em que um ou ambos os participantes se casam sem o consentimento livremente dado. Este tipo de casamento é uma forma de escravidão sexual. Suas causas incluem costumes como dote e preço da noiva, pobreza, a ênfase na virgindade pré-marital feminina, a “honra familiar”, a concepção do casamento como um arranjo social entre as famílias extensas dos noivos, opções educacionais e econômicas limitadas, a proteção de tradições culturais ou religiosas e até mesmo a facilitação da imigração.

### Crime contra a humanidade
O Memorando Explicativo do Estatuto de Roma do Tribunal Penal Internacional, que define sua jurisdição, reconhece estupro, escravidão sexual, prostituição forçada, gravidez forçada, esterilização compulsória, "ou qualquer outra forma de violência sexual de gravidade comparável" como crimes contra a humanidade, se a ação fizer parte de uma prática generalizada ou sistemática. A escravidão sexual foi reconhecida como crime contra a humanidade pela primeira vez quando o Tribunal Penal Internacional para a ex-Iugoslávia emitiu mandados de prisão com base nas Convenções de Genebra e nas Violações das Leis ou Costumes de Guerra, reconhecendo que mulheres muçulmanas em Foča (no sudeste da Bósnia e Herzegovina) foram submetidas a estupro em grupo sistemático, tortura e escravidão sexual por soldados, policiais e membros de grupos paramilitares sérbios bósnios após a tomada da cidade em abril de 1992. A acusação teve significado jurídico relevante, sendo a primeira vez que abusos sexuais foram investigados para fins de acusação sob os temas de tortura e escravidão como crime contra a humanidade. Em 2001, o veredicto do Tribunal Penal Internacional para a ex-Iugoslávia confirmou que o estupro e a escravidão sexual constituem crimes contra a humanidade, contestando a aceitação do estupro e da escravidão sexual de mulheres como parte inerente da guerra. O Tribunal condenou três homens sérbios bósnios pelo estupro de mulheres e meninas bosníacas – algumas com apenas 12 e 15 anos – em Foča, apresentando as acusações como crimes contra a humanidade e crimes de guerra; além disso, dois dos réus foram condenados por escravidão sexual por manterem mulheres e meninas cativas em centros de detenção de fato, sendo que muitas das vítimas desapareceram posteriormente. Em áreas controladas por militantes islâmicos, mulheres não muçulmanas são escravizadas em territórios ocupados; muitos islamitas enxergam a abolição da escravidão como uma imposição ocidental e pretendem reviver a prática. (Ver: Slavery in 21st-century Islamism). Em áreas sob controle de padres católicos, o abuso clerical de freiras, incluindo a escravidão sexual, foi reconhecido pelo Papa.

### Sequestro de noiva e rapto

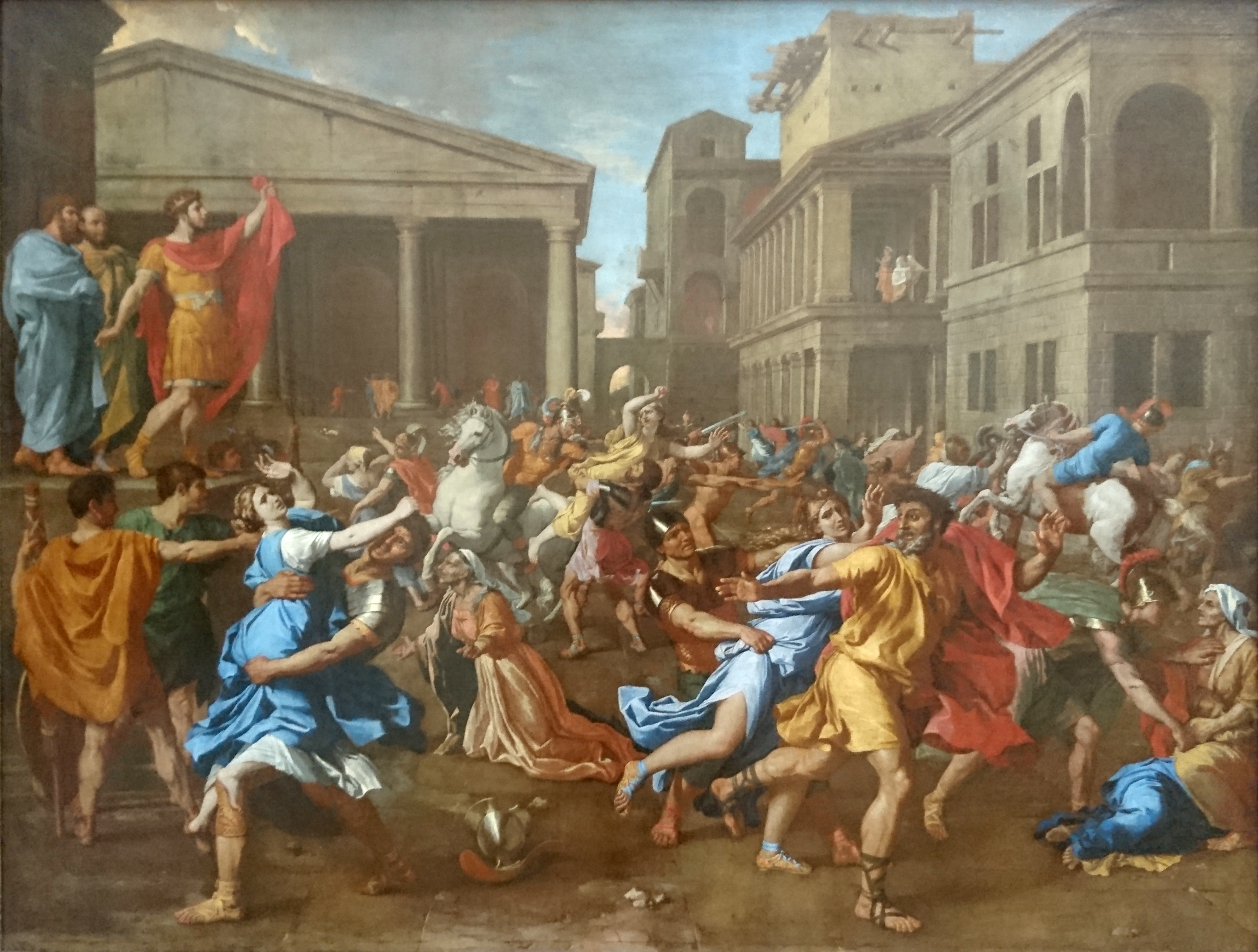
O Rapto das Sabinas, por Nicolas Poussin, Roma, 1637–38 (Museu do Louvre)

O sequestro de noiva, também conhecido como casamento por rapto ou casamento por cativeiro, é uma forma de casamento forçado praticada em algumas culturas tradicionais. Embora as motivações por trás do sequestro de noiva variem conforme a região, as culturas com tradições de casamento por rapto são geralmente patriarcais e possuem forte social stigma contra relações sexuais ou gravidez fora do casamento e nascimentos ilegítimos.
Na maioria dos casos, entretanto, os homens que recorrem à captura de uma esposa são, em geral, de menor social status, seja por causa da pobreza, doença, má índole ou criminalidade. Em alguns casos, o casal conlui para fugir sob o pretexto de um sequestro de noiva, apresentando aos pais um fato consumado. Esses homens, por vezes, são desencorajados a buscar legitimamente uma esposa devido ao pagamento que a família da mulher exige, o preço da noiva (não deve ser confundido com o dowry, pago pela família da mulher).

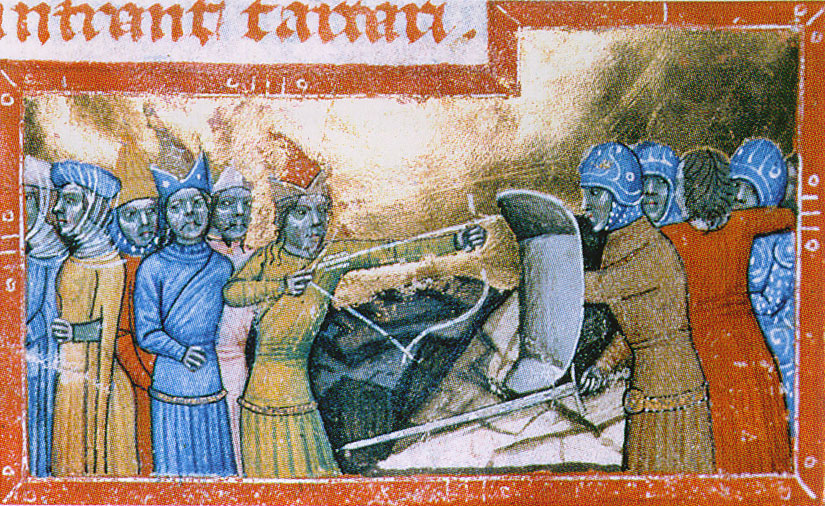
A invasão mongol da Hungria. Os mongóis, com mulheres capturadas, estão à esquerda; os húngaros, com uma mulher resgatada, à direita.

O sequestro de noiva distingue-se do raptio pelo fato de que o primeiro se refere ao rapto de uma mulher por um homem (e/ou seus amigos e parentes) e é, frequentemente, uma prática ampla e contínua, enquanto o último designa o rapto em larga escala de mulheres por grupos de homens, geralmente em tempo de guerra (ver também war rape).[carece de fontes?] O termo latino raptio refere-se ao rapto de mulheres, seja para casamento (por kidnapping ou elopement) ou enslavement (particularmente para a escravidão sexual). No direito canônico da Igreja Católica Romana, raptio refere-se à proibição legal do matrimônio se a noiva foi abduzida à força (Cânon 1089 CIC).
A prática do raptio supõe-se ter existido desde a antiguidade antropológica. Na Europa Neolítica, a escavação de um sítio da Cultura da Cerâmica Linear em Asparn-Schletz, Áustria, desenterrou os restos de inúmeras vítimas mortas. Entre elas, mulheres jovens e crianças estavam claramente sub-representadas, sugerindo que talvez os atacantes tenham matado os homens, mas abduzido as mulheres jovens.

### Durante conflitos armados e guerra
O estupro e a violência sexual acompanharam a guerra em praticamente todas as eras históricas conhecidas. Antes do século XIX, os círculos militares sustentavam a noção de que todas as pessoas, incluindo mulheres e crianças desarmadas, eram inimigas, e que o beligerante (nação ou pessoa em conflito) tinha direito de conquista sobre elas. "Ao vencedor, os despojos" tem sido um grito de guerra por séculos, e as mulheres foram incluídas como parte dos despojos de guerra. A escravidão sexual institucionalizada e a prostituição forçada foram documentadas em diversas guerras, notadamente na Segunda Guerra Mundial (ver #During the Second World War) e na Guerra na Bósnia.

## Casos históricos

### Grécia Antiga e Império Romano
Empregar mulheres escravas e, ocasionalmente, homens escravos na prostituição era comum no mundo helenístico e romano. Existem amplas referências na literatura, na lei, em relatórios militares e na arte. Uma prostituta (seja escrava ou livre) existia à margem do código moral que restringia a sexualidade na sociedade greco-romana e gozava de pouca proteção legal. Veja a lei sobre estupro na Roma Antiga como exemplo. A relação sexual masculina com uma escrava não era considerada adultério por nenhuma das sociedades.

### Ásia
A escravidão era comumente praticada na China antiga. Durante o domínio chinês no Vietnã, meninas de Nanyue eram vendidas como escravas sexuais para os chineses. Desenvolveu-se um comércio em que as meninas nativas do sul da China eram escravizadas e levadas para o norte. Meninas nativas dos Yue do Sul eram erotizadas na literatura chinesa e em poemas escritos por chineses exilados para o sul.
Nos séculos XVI e XVII, alguns visitantes portugueses e seus lascar do Sul da Ásia e membros de tripulações africanas se engajavam na escravidão no Japão; compravam ou capturavam mulheres e meninas japonesas jovens, que eram utilizadas como escravas sexuais em seus navios ou levadas para Macau e outras colônias portuguesas no Sudeste Asiático, nas Américas. Por exemplo, em Goa, uma colônia portuguesa na Índia, havia uma comunidade de escravas e comerciantes japoneses durante o final dos séculos XVI e XVII. Forças coloniais holandesas em Taiwan invadiram a ilha de Liuqiu em 1636 e 1642, escravizando a população. Mulheres e crianças tornaram-se servas e esposas dos oficiais holandeses. Várias aldeias de aborígenes taiwaneses em áreas de fronteira rebelaram-se contra os holandeses na década de 1650 devido a atos de opressão, como quando os holandeses ordenaram que as mulheres aborígenes fossem entregues para relações sexuais. Durante o cerco de 1662 à Fortaleza de Zeelandia, em que forças leais à dinastia Ming comandadas por Koxinga sitiaron e derrotaram a Companhia Holandesa das Índias Orientais e conquistaram Taiwan, prisioneiros holandeses do sexo masculino foram executados; mulheres e crianças sobreviventes foram escravizadas, e várias delas foram vendidas a soldados chineses para se tornarem esposas ou concubinas. Uma filha adolescente do missionário holandês Antonius Hambroek tornou-se concubina de Koxinga.
Nos séculos XIX e início do século XX, existia uma rede de prostitutas chinesas traficadas para cidades como Singapura, e uma rede separada de prostitutas japonesas sendo traficadas pela Ásia – em países como China, Japão, Coreia, Singapura e Índia – no que então era conhecido como “Tráfico de Escravas Amarelas”. Havia também uma rede de prostitutas da Europa continental traficadas para a Índia, Ceilão, Singapura, China e Japão na mesma época, no que se chamava “Tráfico de Escravas Brancas”. Karayuki-san (唐行きさん, literalmente “Senhora que foi para a China”, mas significando “Senhora que foi para o exterior”) eram garotas e mulheres japonesas, no final do século XIX e início do século XX, traficadas de prefeituras agrícolas empobrecidas no Japão para destinos na Ásia Oriental, Sudeste Asiático, Sibéria (Extremo Oriente Russo), Manchúria e Índia, para servirem como prostitutas e fornecerem serviços sexuais a homens de diversas raças, entre eles chineses, europeus e nativos do Sudeste Asiático. Os principais destinos das karayuki-san incluíam a China (particularmente Xangai), Hong Kong, Filipinas, Bornéu, Sumatra, Tailândia, Indonésia e os EUA ocidentais (especialmente São Francisco). A experiência das prostitutas japonesas na China foi narrada em livro escrito por uma mulher japonesa, Tomoko Yamazaki.Predefinição:Excessive citations inline As garotas japonesas eram facilmente traficadas para o exterior, pois os portos coreanos e chineses não exigiam passaporte dos japoneses e o governo japonês via que o dinheiro ganho pelas karayuki-san auxiliava a economia, já que era remetido, e o boicote chinês aos produtos japoneses em 1919 levou à dependência das receitas provenientes das karayuki-san. Como os japoneses viam os não ocidentais como inferiores, as mulheres karayuki-san sentiam-se humilhadas, já que principalmente serviam sexualmente homens chineses ou nativos do Sudeste Asiático. Nativos de Bornéu, malaios, chineses, japoneses, franceses, americanos, britânicos e homens de todas as raças visitavam as prostitutas japonesas de Sandakan. Uma mulher japonesa chamada Osaki afirmou que os homens – japoneses, chineses, brancos e nativos – eram tratados de forma igual pelas prostitutas, independentemente da raça; ela comentou que os “clientes mais repugnantes” de uma prostituta japonesa eram os homens japoneses, descrevendo os chineses como “bastante gentis”, os homens ocidentais como os segundos melhores, e os nativos como os melhores e mais rápidos para ter relações sexuais.
Durante a Segunda Guerra Mundial, o Japão Imperial organizou um sistema governamental de "comfort women", eufemismo para escravas sexuais militares, para cerca de 200.000 mulheres – em sua maioria coreanas, chinesas e filipinas – forçadas à escravidão sexual em “estações de conforto” do Exército Imperial Japonês. O Japão recolheu, transportou e confinou mulheres asiáticas de forma coercitiva para que tivessem relações sexuais com seus soldados durante as invasões pelo Leste e Sudeste Asiático. Algumas mulheres coreanas afirmam que esses casos deveriam ser julgados por um tribunal internacional como violência sexual infantil; a demanda legal decorre da indignação das vítimas com a desigualdade das medidas legais existentes e com a negação do envolvimento do Japão na escravidão sexual infantil e no sequestro. Em 28 de dezembro de 2015, Japão e Coreia do Sul concordaram que o Japão pagaria 1 bilhão de ienes para um fundo destinado a um Memorial das comfort women. Apesar deste acordo, algumas vítimas coreanas reclamaram não ter sido consultadas durante as negociações, afirmando que Japão e Coreia não buscaram o reconhecimento legal de suas reivindicações nem a revisão dos livros de história japoneses. O livro de Park Yuha, Comfort Women of the Empire desafia a narrativa da escravidão sexual forçada, apresentando o sistema como resultado de políticas imperiais, fatores econômicos e hierarquias sociais. Segundo ela, muitas mulheres coreanas foram enganadas e vendidas por intermediários privados, em vez de sistematicamente abduzidas pelo Japão, e o livro critica o Conselho Coreano por Justiça e Memória por ignorar testemunhos alternativos, pedindo reconhecimento histórico mútuo e um pedido de desculpas do Japão para fomentar a reconciliação e a cooperação regional.

### Oriente Médio
O tráfico de escravos, incluindo o comércio de escravas sexuais, variou em certas regiões do Oriente Médio até o século XX. Vítimas do tráfico de escravos árabe e/ou prisioneiros de guerra capturados em batalhas de terras não árabes frequentemente terminavam como escravas concubinas no Mundo Árabe. Essas escravas provinham, em grande parte, da África Subsaariana (principalmente Zanj via o tráfico transaariano de escravos, tráfico de escravos do Mar Vermelho e tráfico de escravos do Oceano Índico), da Ásia Central (principalmente tártaros via o tráfico de escravos da Crimeia) e do Cáucaso (principalmente circassianas via o tráfico de escravos circassiano).

A escravidão feminina, sendo uma condição necessária para a legalidade deste cobiçado privilégio [concubinação], nunca será abolida, sem a cooperação voluntária ou entusiástica de qualquer comunidade muçulmana.

William Muir, Life of Mahomet.
Na sociedade muçulmana em geral, a monogamia era comum, pois manter múltiplas esposas e concubinas não era acessível para muitos lares. A prática de manter concubinas era frequente na elite muçulmana, já que os governantes preferiam ter filhos com concubinas para evitar as complexidades sociais e políticas decorrentes do casamento, mantendo suas linhagens separadas das demais. Manter concubinas escravas era a norma para muitas dinastias reais muçulmanas, desde o harém real Abássida do Califado Abássida no século IX até o harém do Quedive do Egito no século XIX, mil anos depois.
O tráfico de mulheres para a escravidão sexual é conhecido desde os primórdios. Pessoas capturadas durante as incursões vikings na Europa Ocidental, como na Irlanda, podiam ser vendidas para a Espanha muçulmana (al-Andalus) via o tráfico de escravos de Dublin ou transportadas para Hedeby ou Brännö na Escandinávia e, de lá, via a rota comercial do Volga para a Rússia, de onde seguiam para o mundo muçulmano; primeiro via o Caganato dos Khazares, depois via a Bulgária do Volga e, por caravana, para Khwarazm, para o mercado de escravos samanida na Ásia Central e, finalmente, via o Irã para o escravidão no Califado Abássida.
Muitas das escravas tornaram-se concubinas. O harém mais famoso de al-Andalus foi, talvez, o do Califa de Córdoba, cujas escravas eram frequentemente mulheres europeias saqaliba traficadas do Norte ou Leste da Europa, geralmente alocadas no harém. O harém podia conter milhares de concubinas escravas; o harém de Abd al-Rahman I chegou a ter 6.300 mulheres. Na Baixa Idade Média, escravas europeias eram traficadas para o Oriente Médio via o tráfico de escravos dos Bálcãs e, depois, via o tráfico de escravos do Mar Negro italiano, podendo acabar como concubinas.
O historiador Robert Davis estimou que os piratas da Barbária capturaram entre 1 e 1,25 milhão de escravos da Europa Cristã entre os séculos XVI e XIX. Contudo, a pesquisa de Davis não é o consenso entre os historiadores, sendo que a maioria das estimativas é bem menor, talvez na casa das dezenas de milhares, e um historiador sugeriu que a estimativa muito superior de Davis é exagerada.
Em paralelo com o tráfico de escravos da Barbária na Europa Ocidental e Meridional, o tráfico de escravos da Crimeia foi conduzido na Europa Oriental. Entre o século XV e o final do século XVIII, as incursões de escravos da Crimeia e Nogai na Europa Oriental capturaram escravos na Europa Oriental e na Rússia, que eram traficados via tráfico de escravos da Crimeia para o Império Otomano e o mundo islâmico. Enquanto as escravas africanas eram, em sua maioria, adquiridas para trabalhos domésticos, as escravas brancas eram preferidas para a escravidão sexual exclusiva – como concubinas ou esposas. O tráfico de escravos da Crimeia foi um dos maiores fornecedores de mulheres para o Harém Imperial Otomano. Os aristocratas Mamelucos do Egito Otomano, frequentemente de origem escrava branca (muitas vezes circassiana ou da Geórgia), preferiam casar-se com mulheres de etnia similar, enquanto as escravas negras eram utilizadas como criadas domésticas.
Em contraste com o tráfico atlântico de escravos, onde a proporção masculino-feminino era de 2:1 ou 3:1, o tráfico de escravos árabe geralmente apresentava uma proporção feminina:masculina mais alta, sugerindo preferência geral por escravas. Ehud R. Toledano afirma que as escravas africanas eram importadas principalmente para trabalhos domésticos simples, e não para reprodução; era mais comum que escravas do Cáucaso fossem utilizadas para reprodução, embora, nesse caso, seu uso como concubinas também tenha sido exagerado, e as escravas empregadas em funções domésticas simples não eram necessariamente destinadas à concubinação e procriação. Contudo, reprodução e uso sexual não eram sinônimos no mundo islâmico, pois um homem podia usufruir de sua escrava para prazer sexual independentemente da reprodução; conforme a Lei Islâmica, ele tinha o direito legal de usar contraceptivos durante o ato para evitar descendência, o que poderia converter sua escrava em Umm walad, tornando-a, assim, ilegal para venda. Além das escravas utilizadas como concubinas em haréns privados, estas também eram empregadas na prostituição. A Lei Islâmica proibiu formalmente a prostituição; contudo, como permitia que um homem tivesse relações sexuais com sua escrava, a prática ocorria quando um cafetão vendia sua escrava no mercado a um cliente, que depois devolvia sua posse após 1–2 dias, sob a alegação de descontentamento – um método legal e aceito de prostituição no mundo islâmico. Essa forma de prostituição era praticada, por exemplo, por Ibn Batuta, que adquiriu várias escravas durante suas viagens.
Quando o tráfico de escravos da Crimeia terminou com a Anexação do Canato da Crimeia pelo Império Russo em 1783, o tráfico de escravas circassianas – das chamadas belas circassianas – continuou como comércio separado até o fim do Império Otomano. O comércio era fortemente focado em meninas, compradas para se tornarem esposas ou concubinas (escravas sexuais) de homens ricos. Comprar uma nora era visto como uma boa alternativa na arrumação de um casamento, já que ela provavelmente se tornaria uma esposa humilde, sem recursos próprios, sem parentes e totalmente dependente dos sogros.
O tráfico de escravas, sobretudo de meninas brancas destinadas aos haréns, chamou a atenção no Ocidente. Tentando suprimir a prática, foi emitido, em outubro de 1854, outro Firman de 1854 que aboliu o comércio de circassianas e georgianas. O decreto não aboliu a escravidão em si, apenas a importação de novos escravos; contudo, em março de 1858, o governador otomano de Trapezunt informou o cônsul britânico que a proibição de 1854 fora uma medida temporária de guerra, decorrente da pressão estrangeira, tendo recebido ordens para permitir a passagem de navios negreiros pelo Mar Negro a caminho de Constantinopla, e em dezembro foram instituídas regulações fiscais formais, legitimando novamente o tráfico de escravas circassianas. O chamado comércio continuou até o século XX. O tráfico legal de escravas brancas para a escravidão sexual (concubinação) não cessou, e o escritor de viagens britânico John Murray descreveu, na década de 1870, um grupo de meninas escravas:
"«Sua tez é amarelada, e nenhuma delas [sic] é sequer bonita. Mas o banho turco diário, a proteção contra o sol e uma dieta saudável, aliada a uma excelente constituição, realizam maravilhas em pouco tempo»."
A escravidão de propriedade, e por consequência a existência de concubinas, perdurou por mais tempo em alguns estados islâmicos. Durante o século XX, a Liga das Nações criou diversas comissões – a Comissão Temporária sobre a Escravidão (1924–1926), o Comitê de Especialistas sobre a Escravidão (1932) e o Comitê Consultivo de Especialistas sobre a Escravidão (1934–1939) – que investigaram internacionalmente a instituição da escravidão e estabeleceram tratados para erradicá-la mundialmente. A escravidão foi declarada ilegal globalmente em 1948, com a Declaração Universal dos Direitos Humanos das Nações Unidas, seguida pelo Comitê Ad Hoc sobre a Escravidão (1950–1951). Por esse período, o mundo árabe era a única região onde a escravidão de propriedade ainda era legal; a Escravidão na Arábia Saudita, a escravidão no Iêmen e a escravidão em Dubai foram abolidas em 1962–1963, com a escravidão em Omã seguindo em 1970.
Meninas do Cáucaso e das colônias circassianas na Anatólia ainda eram traficadas para o Oriente Médio na década de 1920; em 1928, pelo menos 60 meninas escravas brancas foram descobertas para fins sexuais no Kuwait. O relatório do Comitê Consultivo de Especialistas sobre a Escravidão (ACE) acerca de Hadhramaut no Iêmen, na década de 1930, descreveu a existência de meninas chinesas (Mui tsai) traficadas de Singapura para serem escravizadas como concubinas; O rei e imã do Iêmen, Ahmad bin Yahya (r. 1948–1962), foi relatado como tendo um harém de 100 escravas, e o sultão Said bin Taimur de Omã (r. 1932–1970) supostamente possuía cerca de 500 escravos, dos quais aproximadamente 150 eram mulheres, mantidas em seu palácio em Salalah.
Na década de 1940, foi relatado que meninas balúchis eram enviadas via Omã para a Península Arábica, onde eram valorizadas como concubinas, uma vez que meninas caucasianas não estavam mais disponíveis, sendo vendidas por US$350–450 em Meca.:304–307 O comércio legal de escravas sexuais para o Oriente Médio encerrou-se com a abolição da Escravidão na Arábia Saudita, da escravidão em Dubai e da escravidão em Omã na década de 1960.

### Escravidão branca

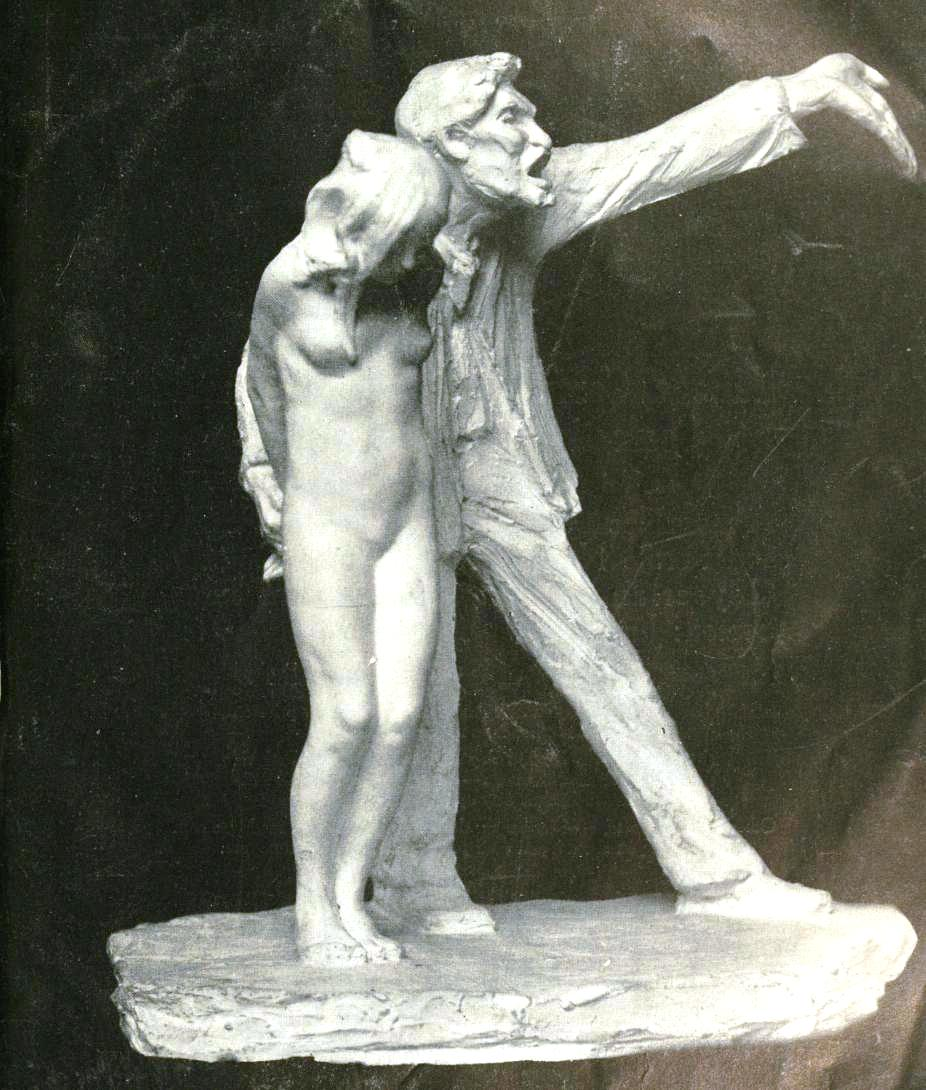
Estátua intitulada The White Slave por Abastenia St. Leger Eberle, uma escultura controversa destinada a representar a escravidão sexual ocidental moderna

Em países anglófonos, no século XIX e início do século XX, o termo "escravidão branca" era utilizado para se referir à escravização sexual de mulheres brancas. Estava particularmente associado aos relatos de mulheres escravizadas em haréns do Oriente Médio, como as chamadas belezas circassianas, que correspondiam a um comércio de escravos ainda em vigor no início do século XX. Os circassianos foram identificados como "brancos", e o comércio de "meninas brancas" para haréns, visando a exploração sexual, atraiu a atenção da imprensa internacional, tornando-se uma questão de preocupação para as potências ocidentais. Em 1854, o Império Otomano proibiu o comércio de escravas "mulheres brancas" com o firman de 1854, após pressão da Grã-Bretanha e da França. No entanto, em março de 1858, o Governador Otomano de Trapezunt informou o Cônsul Britânico de que a proibição de 1854 fora uma medida temporária de guerra, devido à pressão estrangeira, e que recebeu ordens para permitir que navios negreiros no Mar Negro seguissem rumo a Constantinopla, sendo que, em dezembro, regulamentações fiscais formais foram introduzidas, legitimando novamente o comércio de escravos circassianos.
Na década de 1850, o comércio de "meninas brancas" para haréns atraiu especial atenção da imprensa internacional, quando o mercado de escravos otomano foi inundado por meninas circassianas em decorrência do genocídio circassiano, o que barateou o preço das meninas escravas brancas, levando homens muçulmanos, que antes não conseguiam adquiri-las, a trocar suas mulheres escravas negras por brancas. O New York Daily Times publicou em 6 de agosto de 1856:
"Recentemente tem havido um número incomumente grande de circassianos circulando pelas ruas de Constantinopla. [...] Eles estão aqui como traficantes de escravos, encarregados da disposição de numerosos lotes de meninas circassianas que há algum tempo têm invadido este mercado. [...] ...nunca, talvez, em qualquer período anterior, a carne humana branca foi tão barata como é neste momento. Em tempos passados, uma menina circassiana 'razoavelmente boa' era considerada muito barata por 100 libras, mas no momento presente o mesmo tipo de mercadoria pode ser adquirido por 5 libras! [...] Antigamente, uma menina escrava circassiana tinha quase certeza de ser comprada por uma boa família, onde não apenas um bom tratamento, mas frequentemente posição e fortuna a aguardavam; mas atualmente, a preços baixos, ela pode ser levada por qualquer oportunista que nunca pensou em manter uma escrava antes. Outro mal é que a tentação de possuir uma menina circassiana a preços tão baixos é tão grande na mente dos turcos que muitos que não podem se dar ao luxo de manter várias escravas têm enviado suas negras para o mercado, a fim de abrir espaço para uma menina branca recém-comprada."
Houve maior relutância por parte das autoridades otomanas em proibir o comércio de escravos circassianos do que o comércio de escravos africanos, pois este era considerado, na prática, um mercado matrimonial, e continuou até o fim do Império Otomano (1922). Esses relatos sobre a escravização sexual de mulheres "brancas" em haréns orientais atraíram atenção no Ocidente e contribuíram para a campanha ocidental contra a "escravidão branca" no final do século XIX.
A expressão "escravidão branca" passou gradualmente a ser usada como eufemismo para a prostituição. A expressão era especialmente comum no contexto da exploração de menores, com a implicação de que crianças e jovens mulheres nessas circunstâncias não tinham liberdade para decidir seus próprios destinos. Na Grã-Bretanha vitoriana, o jornalista ativista William Thomas Stead, editor do Pall Mall Gazette, adquiriu uma menina de 13 anos por £5, valor então equivalente ao salário mensal de um trabalhador (ver o caso de Eliza Armstrong). O alvoroço moral em torno do "tráfico de mulheres" atingiu seu auge na Inglaterra na década de 1880, após a exposição do notório caso do comércio de escravos brancos em 1880. Na época, a "escravidão branca" era alvo natural dos defensores da moral pública e de jornalistas militantes. A reação que se seguiu levou à aprovação de legislação antiescravidão no Parlamento, que aprovou o Criminal Law Amendment Act de 1885, elevando a idade de consentimento de treze para dezesseis naquele ano.
Uma campanha internacional contra o comércio de escravos brancos teve início em vários países ocidentais no final do século XIX. Muitos dos intermediários e prostitutas que acompanharam as tropas britânicas e francesas a Constantinopla durante a Guerra da Crimeia, na década de 1850, abriram bordéis em Port Said, no Egito, durante a construção do Canal de Suez, e esses bordéis tornaram-se destino para muitas vítimas do comércio de escravos brancos, já que estavam sob a proteção dos consulados estrangeiros devido aos privilégios capitulatórios até 1937, ficando protegidos da polícia. Em 1877, o primeiro congresso internacional para a abolição da prostituição ocorreu em Genebra, na Suíça, seguido pela fundação da International Association of Friends of Young Girls (em alemão: "Internationale Verein Freundinnen junger Mädchen" ou FJM; em francês: "Amies de la jeune fille"); a partir daí, associações nacionais de combate ao comércio de escravos brancos foram fundadas gradualmente em diversas nações, como o Freundinnenverein na Alemanha, a National Vigilance Association na Grã-Bretanha e a "Vaksamhet" na Suécia. Em 1884, a Convenção do Comércio de Escravos Anglo-Egípcia, pressionada pelos britânicos sobre o Egito, proibiu explicitamente o comércio de escravas sexuais de "mulheres brancas" para a escravidão no Egito; essa lei visava, em especial, a importação de mulheres brancas (principalmente do Cáucaso e, geralmente, circassianas por meio do comércio de escravos circassianos), que eram a escolha preferida para concubinas de harém entre a alta sociedade egípcia. Em 1899, o primeiro congresso internacional contra o comércio de escravos brancos ocorreu em Londres, onde foi fundado o International Bureau for the Suppression of the Traffic in Women and Children para coordenar uma campanha internacional; como resultado, em Paris, em 1902, foram apresentadas sugestões sobre como combater o comércio de escravos brancos, o que acabou resultando no International Agreement for the Suppression of the White Slave Traffic, em maio de 1904.
Um alarme subsequente ocorreu nos Estados Unidos, no início do século XX, atingindo seu pico em 1910, quando o procurador dos EUA em Chicago anunciou (sem fornecer detalhes) que uma quadrilha internacional estava sequestrando meninas jovens na Europa, importando-as e forçando-as a trabalhar em bordéis em Chicago. Essas alegações e o pânico que provocaram levaram à aprovação do Mann Act (Lei de Tráfico de Escravos Brancos) de 1910, popularmente conhecido como "Mann Act". A lei também proibiu o transporte interestadual de mulheres para fins imorais, com o intuito principal de combater a prostituição e a imoralidade.
Os inspetores de imigração em Ellis Island, na cidade de Nova York, foram responsabilizados pelo interrogatório e triagem de prostitutas europeias. Esses inspetores demonstraram frustração com a ineficácia dos questionamentos para determinar se uma mulher europeia era prostituta, afirmando que muitas estavam "mentindo" e "elaborando respostas hábeis" às perguntas. Também foram acusados de negligência ao aceitarem um endereço fictício ou respostas incompletas de imigrantes. A inspetora Helen Bullis investigou diversas casas designadas no distrito Tenderloin de Nova York e constatou que bordéis existiam na cidade no início do século XX, compilando uma lista de casas de prostitutas, seus proprietários e suas "inquilinas". O diretor de inspeção de Nova York redigiu um relatório em 1907, defendendo-se das acusações de negligência e afirmando que não havia razão para o "pânico" público, e que fazia todo o possível para filtrar imigrantes europeus, especialmente os solteiros, para identificar prostitutas. Em relatório do Comissário Geral de Imigração, em 1914, foi afirmado que muitas prostitutas se casariam intencionalmente com homens americanos para obter a cidadania, declarando que para elas "não é tarefa difícil conseguir um cidadão de má reputação que se case com uma prostituta" proveniente da Europa.

### Estados Unidos
Desde o início da escravidão africana nas colônias norte-americanas, o abuso sexual casual de mulheres e meninas africanas era comum. Historiadores constataram que homens brancos estupraram mulheres africanas escravizadas, fato corroborado por diversos estudos genéticos. Com o aumento das populações, as mulheres escravizadas foram exploradas por senhores de plantações, capatazes brancos, filhos mais novos dos proprietários, antes e depois do casamento, e outros homens brancos ligados aos senhores de escravos; algumas mulheres e meninas eram vendidas diretamente para bordéis. O plaçage, sistema formalizado de concubinato entre mulheres escravizadas ou pessoas de cor livres, desenvolveu-se na Louisiana, particularmente em Nova Orleans, a partir do século XVIII, embora fosse relativamente raro. Os homens brancos não tinham obrigação de oferecer nada em troca do sexo com mulheres negras ou mestiças, o que deixava a maioria dessas mulheres sujeitas aos caprichos desses homens; se outra mulher chamasse a atenção ou se a escolhida envelhecesse ou se tornasse considerada "difícil", o acordo podia ser encerrado ou o contato sexual prosseguia sem qualquer compensação. O avanço dos negros mestiços, em relação aos de pele mais escura, deu origem à teoria do patrocínio consistente por pais brancos. Embora os negros de pele clara desfrutassem de certo privilégio, há poucas evidências de que a maioria recebesse educação e dotes diretamente de seus pais brancos. A maioria dos negros de pele clara vivia dos benefícios compensatórios recebidos uma a três gerações antes, ampliando esses recursos em enclaves negros e mestiços, onde podiam possuir negócios e conquistar uma vida como os "negros" educados. Tais benefícios, por vezes, provinham de avôs ou bisavôs brancos, e em outros casos, de ex-senhores que recompensavam escravos mestiços valorizados por anos de serviço na "casa" ou como assistentes próximos ao Mestre, posição esta menos frequentemente concedida aos negros de pele mais escura. Uma pequena parcela dos pais brancos pagava pela educação de seus filhos mestiços, especialmente dos meninos, que podiam ser educados na França; em outros casos, as crianças nascidas dessas relações eram libertadas pelo pai branco, podendo inclusive ser enviadas para a França para uma educação formal. A diferença de experiências atribuída consistentemente às mulheres negras de ascendência africana, em comparação com as mulheres brancas, asiáticas e indígenas, no debate sobre escravidão sexual e abuso, tem sido objeto de discussão há muito tempo. A partir do século XVII, a Virgínia e outras colônias estabeleceram leis determinando o status social das crianças nascidas nas colônias. Sob o common law, as crianças assumiam o status do pai em questões legais, mas para solucionar essa questão, a Casa dos Burgesses da Virgínia aprovou, em 1662, uma lei que determinava que as crianças assumissem o status da mãe ao nascer, conforme o princípio romano conhecido como partus sequitur ventrem. Assim, todas as crianças nascidas de mães escravizadas eram legalmente escravas, independentemente da paternidade ou da ancestralidade dos pais, sendo vendidas como qualquer escravo, salvo se libertadas formalmente.[carece de fontes?] O termo "escravos brancos" era, por vezes, empregado para designar aqueles escravos mestiços ou mulatos com uma notável proporção de ascendência europeia. Entre os mais notáveis, na virada do século XIX, destacou-se Sally Hemings, considerada 3/4 branca e tida por historiadores como meia-irmã de Martha Jefferson, por compartilharem o mesmo pai, John Wayles. Hemings é lembrada por ter tido quatro filhos sobreviventes de seu concubinato prolongado com o presidente Thomas Jefferson; estes eram 7/8 de ascendência europeia. Três desses filhos mestiços integraram facilmente a sociedade branca na idade adulta (Jefferson os libertou – dois informalmente e dois em testamento) e três dos netos de Hemings serviram como homens brancos no Exército Regular da União durante a Guerra Civil Americana, com John Wayles Jefferson alcançando o posto de coronel. Nem todos os pais brancos abandonaram seus filhos escravizados; alguns investiam em sua educação, aprendizados ou capital, e alguns fazendeiros ricos enviavam seus filhos mestiços para o Norte para estudar e, às vezes, conquistar a liberdade. Alguns libertaram tanto as mulheres escravizadas quanto os filhos mestiços, especialmente nos 20 anos seguintes à Revolução Americana, embora as legislaturas do Sul tenham dificultado tais manumissões. Tanto Mary Chesnut quanto Fanny Kemble escreveram, no século XIX, sobre o escândalo de homens brancos que escravizavam mulheres negras e geravam filhos mestiços naturais como parte de suas famílias extensas; inúmeras famílias mestiças foram formadas antes da Guerra Civil, muitas delas originadas no Alto Sul. Zora Neale Hurston abordou, em seus estudos antropológicos na década de 1930, as práticas sexuais contemporâneas nos acampamentos de terebintina no norte da Flórida, observando que homens brancos em posição de poder frequentemente forçavam mulheres negras a relações sexuais. Embora Hurston nunca tenha denominado a prática de "direitos de amante", o autor C. Arthur Ellis atribuiu esse termo à Hurston ficcionalizada em seu livro Zora Hurston and the Strange Case of Ruby McCollum. O mesmo personagem afirmou que o sinal da extinção dos direitos de amante foi dado pelo julgamento de Ruby McCollum, mulher negra que assassinou o Dr. C. Leroy Adams, em Live Oak, Flórida, em 1952; McCollum testemunhou que Adams a forçou a ter relações sexuais e a gerar seu filho. A jornalista Hurston cobriu o julgamento de McCollum para o Pittsburgh Courier em 1952, e o caso foi explorado no documentário de 2015 You Belong to Me: Sex, Race and Murder in the South.
As mulheres chinesas Tanka foram vendidas de Guangzhou para trabalhar como prostitutas na comunidade masculina chinesa no exterior, nos Estados Unidos. Durante a Corrida do Ouro na Califórnia, no final da década de 1840, comerciantes chineses transportaram milhares de meninas chinesas, inclusive bebês, da China para os Estados Unidos, onde eram vendidas para a escravidão sexual no distrito da luz vermelha de São Francisco. As meninas podiam ser compradas por US$40 (cerca de US$1.455 em 2023) em Guangzhou e vendidas por US$400 (aproximadamente US$14.550 em 2023) nos Estados Unidos, sendo muitas forçadas à dependência de ópio e vivendo toda a vida como prostitutas.

### Durante a Segunda Guerra Mundial

#### Alemanha durante a Segunda Guerra Mundial
Durante a Segunda Guerra Mundial, a Alemanha estabeleceu bordéis em campos de concentração nazistas (Lagerbordell). As mulheres forçadas a trabalhar nesses bordéis vieram do campo de concentração de Ravensbrück, Os bordéis para soldados (Wehrmachtsbordell) eram geralmente organizados em bordéis já existentes ou em hotéis confiscados pelos alemães. Os líderes da Wehrmacht passaram a se interessar em administrar seus próprios bordéis quando doenças sexualmente transmissíveis se espalharam entre os soldados. Nos bordéis controlados, as mulheres eram examinadas com frequência para evitar e tratar infecções sexualmente transmissíveis (IST). Estima-se que um mínimo de 34.140 mulheres dos estados ocupados foram forçadas a trabalhar como prostitutas na Alemanha Nazista. Na Europa ocupada, as mulheres locais eram frequentemente forçadas à prostituição. Em 3 de maio de 1941, o Ministério das Relações Exteriores do governo polonês no exílio emitiu um documento descrevendo as invasões nazistas em massa realizadas em cidades polonesas com o objetivo de capturar mulheres jovens, que posteriormente foram forçadas a trabalhar em bordéis usados por soldados e oficiais alemães. As mulheres frequentemente tentavam escapar dessas instalações, havendo pelo menos uma fuga em massa conhecida de ter sido tentada por mulheres na Noruega.

#### Japão durante a Segunda Guerra Mundial

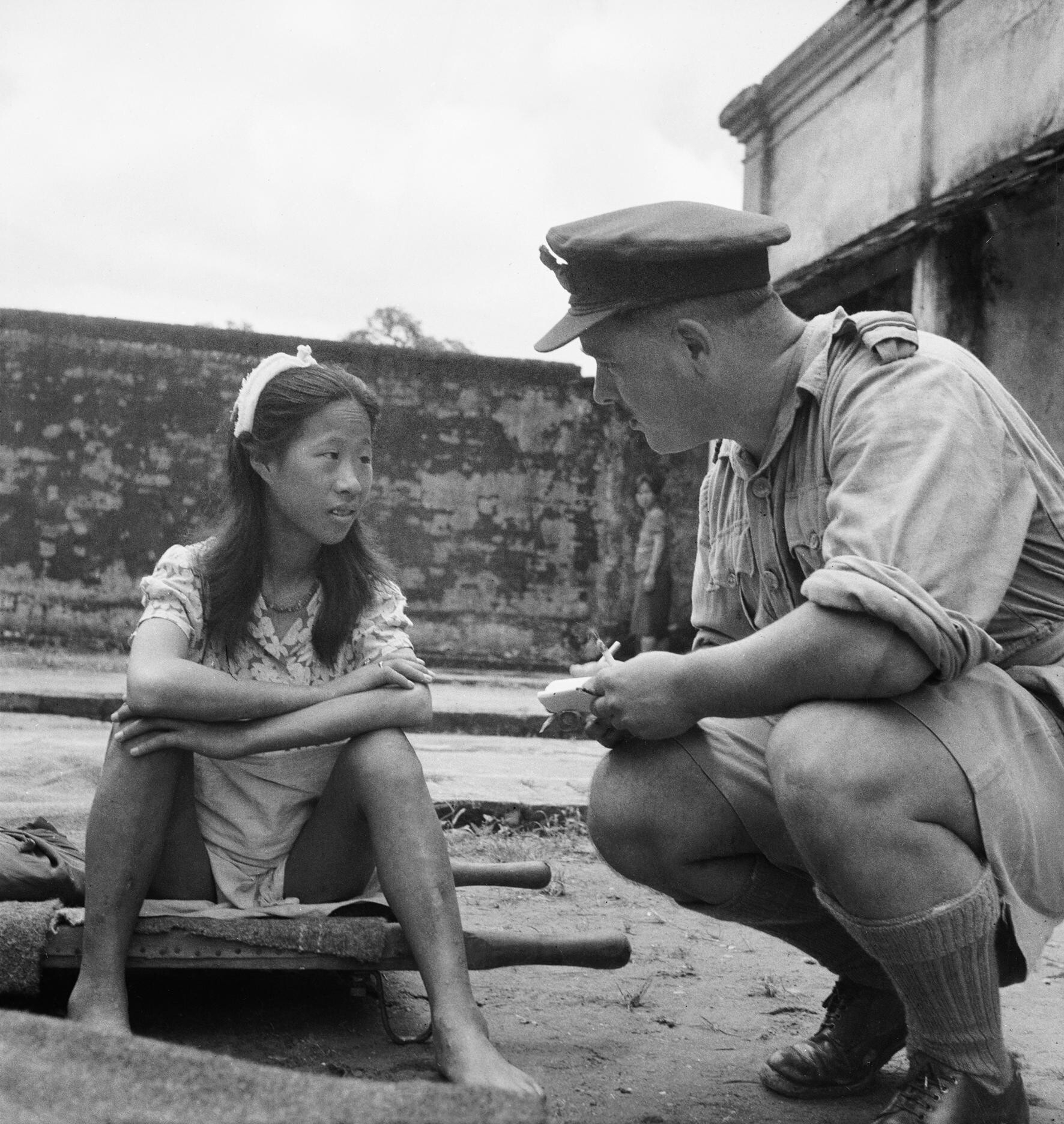
Rangoon, Birmânia. 8 de agosto de 1945. Uma jovem mulher étnica chinesa de um dos 'batalhões de conforto' do Exército Imperial Japonês é entrevistada por um oficial da RAF

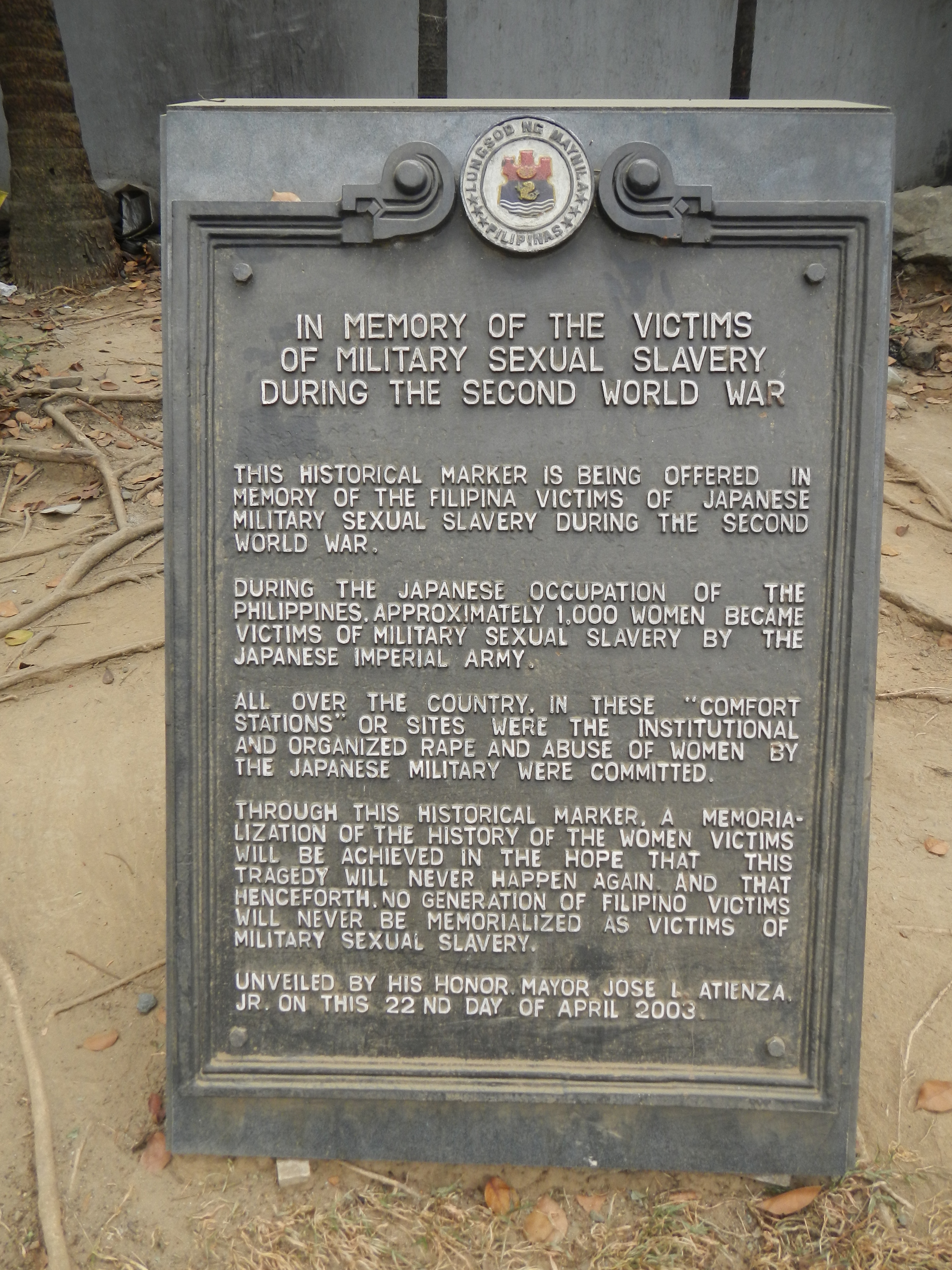
Marco Histórico, em memória das Mulheres de Conforto; Plaza Lawton, Liwasang Bonifacio, Manila

"Mulheres de Conforto" são um exemplo amplamente divulgado de escravidão sexual. O termo refere-se às mulheres, de países ocupados, que foram forçadas a servir como escravas sexuais nos acampamentos do Exército Imperial Japonês do Império do Japão durante a Segunda Guerra Mundial. As estimativas variam quanto ao número de mulheres envolvidas, com números que vão de cerca de 20.000, segundo alguns estudiosos japoneses até 410.000, segundo alguns estudiosos chineses. Os números ainda estão sendo pesquisados e debatidos. A maioria das mulheres foi retirada da Coreia, China e de outros territórios ocupados que faziam parte da Esfera de Co-Prosperidade da Grande Ásia Oriental. Elas eram frequentemente recrutadas por meio de sequestro ou engano para servirem como escravas sexuais. Cada escrava supostamente sofria "uma média de 10 estupros por dia (considerada por alguns como uma estimativa baixa), para uma semana de trabalho de cinco dias; esse número pode ser extrapolado para estimar que cada 'menina de conforto' foi estuprada cerca de 50 vezes por semana ou 2.500 vezes por ano. Para três anos de serviço – a média – uma menina de conforto teria sido estuprada 7.500 vezes." (Parker, 1995 United Nations Commissions on Human Rights)
O professor da Universidade Chuo, Yoshiaki Yoshimi, afirma que havia cerca de 2.000 centros onde até 200.000 mulheres japonesas, chinesas, coreanas, filipinas, taiwanesas, birmanas, indonésias, holandesas e australianas foram internadas e utilizadas como escravas sexuais.

### Após a Segunda Guerra Mundial

#### Japão

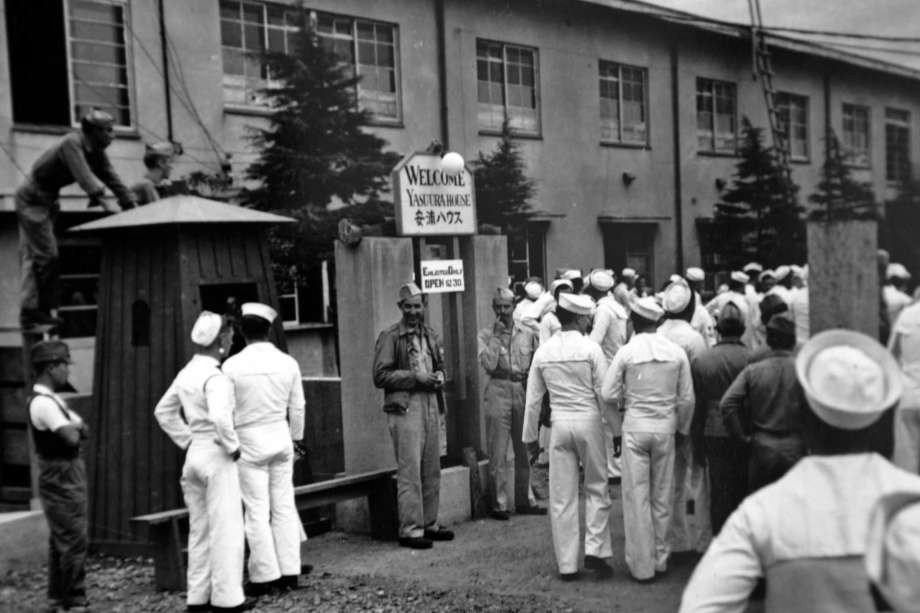
Yasuura House, um desses centros

A Associação de Recreação e Entretenimento (特殊慰安施設協会, Tokushu Ian Shisetsu Kyōkai) (RAA) foi a maior das organizações estabelecidas pelo governo japonês para fornecer prostituição organizada e outras instalações de lazer para as tropas aliadas ocupantes imediatamente após a Segunda Guerra Mundial. A RAA estabeleceu seu primeiro bordel em 28 de agosto: o Komachien em Ōmori. Em dezembro de 1945, a RAA possuía 34 instalações, das quais 16 eram "estações de conforto". O número total de prostitutas empregadas pela RAA chegou a 55.000 em seu auge. A dispersão da prostituição dificultou o controle de ISTs pelo GHQ e também causou um aumento nos estupros cometidos pelos GIs, de uma média de 40 por dia antes da ordem do SCAP para um estimado de 330 por dia imediatamente após.

### Durante a Guerra da Coreia
Durante a Guerra da Coreia, o exército sul-coreano institucionalizou uma "unidade de conforto especial" semelhante à utilizada pelo exército japonês durante a Segunda Guerra Mundial, sequestrando e forçando várias mulheres norte-coreanas à escravidão sexual. Até recentemente, muito pouco se sabia sobre isso, exceto por testemunhos de generais e soldados aposentados que lutaram na guerra. Em fevereiro de 2002, a socióloga coreana Kim Kwi-ok escreveu o primeiro trabalho acadêmico sobre as mulheres de conforto na Coreia, baseado em registros oficiais. O sistema de "conforto" sul-coreano era organizado em torno de três operações. Primeiramente, existiam "unidades de conforto especiais" chamadas Teugsu Wiandae (특수위안대, 特殊慰安隊), que operavam a partir de sete estações diferentes. Em segundo lugar, havia unidades móveis de mulheres de conforto que visitavam os quartéis. Terceiro, existiam prostitutas que trabalhavam em bordéis privados contratados pelo exército. Embora ainda não esteja claro como o recrutamento dessas mulheres de conforto era organizado no Sul, sabe-se que agentes sul-coreanos sequestraram algumas mulheres do Norte. Segundo a antropóloga Chunghee Sarah Soh, o uso de mulheres de conforto pelo exército sul-coreano não gerou "praticamente nenhuma resposta da sociedade", apesar do apoio do movimento de mulheres do país às mulheres de conforto coreanas que serviram no exército japonês. Tanto Kim quanto Soh argumentam que esse sistema é um legado do colonialismo japonês, já que muitos dos líderes do exército coreano foram treinados pelo exército japonês. Tanto os exércitos coreano quanto japonês referiam-se a essas mulheres de conforto como "suprimentos militares" em documentos oficiais e memórias pessoais. As forças armadas sul-coreanas também usaram os mesmos argumentos do exército japonês para justificar o uso de mulheres de conforto, considerando-as um "mal social necessário" que elevaria o moral dos soldados e evitaria estupros.

## Atualidade
As estimativas oficiais de indivíduos em escravidão sexual no mundo variam. Em 2001, a Organização Internacional para as Migrações estimou 400.000, o Federal Bureau of Investigation estimou 700.000 e a UNICEF estimou 1,75 milhão.

### África
Na África, as potências coloniais europeias aboliram a escravidão nos séculos XIX e XX. No entanto, em áreas fora de sua jurisdição, como o império Mahdista no Sudão, a prática continuou a prosperar. A escravidão institucional foi banida em todo o mundo, mas há inúmeros relatos de mulheres escravas sexuais em áreas sem controle governamental efetivo, como o Sudão, Libéria, Serra Leoa, norte de Uganda, Congo, Níger e Mauritânia. Em Gana, Togo e Benin, uma forma de prostituição religiosa conhecida como trokosi ("servidão ritual") mantém à força milhares de meninas e mulheres em santuários tradicionais como "esposas dos deuses", onde sacerdotes desempenham a função sexual no lugar dos deuses.
Em abril de 2014, Boko Haram sequestrou 276 alunas de Chibok, Borno, um estado da Nigéria. Mais de 50 delas escaparam logo, mas as restantes não foram libertadas. Em vez disso, Abubakar Shekau, que tinha uma recompensa de 7 milhões de dólares oferecida pelo Departamento de Estado dos Estados Unidos por informações que levassem à sua captura, anunciou sua intenção de vendê-las como escravas.

### Américas
O San Francisco Chronicle noticiou em 2006 que, no século XXI, mulheres, principalmente da América do Sul, do Sudeste Asiático e da antiga União Soviética, são traficadas para os Estados Unidos com fins de escravidão sexual. Uma reportagem da ABC News de 2006 afirmou que, contrariamente às concepções existentes, cidadãos americanos também podem ser coagidos à escravidão sexual. O San Francisco Gate noticiou que San Francisco é um dos centros de escravidão sexual nos Estados Unidos. A maioria das vítimas traficadas em San Francisco são mulheres do Leste Asiático, com mulheres de descendência coreana sendo particularmente sobre-representadas entre as vítimas. Há uma demanda extremamente alta por mulheres de descendência do Leste Asiático na indústria do sexo nos Estados Unidos. Em um caso, todas as 100 mulheres detidas em um salão de massagem em San Francisco eram coreanas. Segundo a polícia de San Francisco, o número de salões de massagem asiáticos na cidade aumentou 100% entre 2004 e 2006, devido à alta rentabilidade da indústria. O relatório descreveu um senso de urgência entre as autoridades locais em relação ao tráfico generalizado de mulheres imigrantes do Leste Asiático.
Em 2001, o Departamento de Estado dos Estados Unidos estimou que entre 50.000 e 100.000 mulheres e meninas são traficadas a cada ano para o país. Em 2003, um relatório do Departamento de Estado estimou que um total de 18.000 a 20.000 indivíduos eram traficados para os Estados Unidos para trabalho forçado ou exploração sexual. O relatório de junho de 2004 estimou que o total anual traficado ficava entre 14.500 e 17.500. A administração Bush criou 42 grupos de trabalho do Departamento de Justiça e gastou mais de 150 milhões de dólares em tentativas de reduzir o tráfico humano. No entanto, nos sete anos desde a aprovação da lei, a administração identificou apenas 1.362 vítimas de tráfico humano trazidas para os Estados Unidos desde 2000, longe dos 50.000 ou mais por ano que o governo havia estimado.
A Girl's Education & Mentoring Services (GEMS), uma organização com sede em Nova Iorque, afirma que a maioria das meninas no comércio sexual foi abusada na infância. A pobreza e a falta de educação desempenham papéis importantes na vida de muitas mulheres na indústria do sexo. De acordo com um relatório conduzido pela Universidade da Pensilvânia, entre 100.000 e 300.000 crianças americanas, a qualquer momento, podem estar em risco de exploração devido a fatores como uso de drogas, falta de moradia ou outros aspectos associados ao aumento do risco de exploração sexual comercial. No entanto, o relatório enfatizou: "Os números apresentados nestes quadros não refletem, portanto, o número real de casos de CSEC nos Estados Unidos, mas sim o que estimamos ser o número de crianças 'em risco' de exploração sexual comercial."
O relatório de 2010 sobre Tráfico de Pessoas descreveu os Estados Unidos como "um país de origem, trânsito e destino para homens, mulheres e crianças sujeitos ao tráfico de pessoas, especificamente trabalho forçado, escravidão por dívida e prostituição forçada". A escravidão sexual nos Estados Unidos pode ocorrer em múltiplas formas e em diversos locais. O tráfico sexual pode estar presente em salões de massagem asiáticos, bares mexicanos do tipo cantina, bordéis residenciais ou na prostituição controlada por cafetões nas ruas. A comunidade de combate ao tráfico nos Estados Unidos debate a extensão da escravidão sexual. Alguns grupos argumentam que a exploração é inerente ao sexo comercial, enquanto outros adotam uma abordagem mais rígida para definir a escravidão sexual, considerando necessário um elemento de força, fraude ou coerção para que ela exista. As prostitutas em salões de massagem ilegais podem ser forçadas a trabalhar em complexos de apartamentos por muitas horas ao dia. Muitos clientes podem não perceber que algumas das mulheres que trabalham nesses salões de massagem sexual foram, na verdade, forçadas à prostituição. As mulheres podem inicialmente ser atraídas para os EUA sob falsas pretensões. Endividadas enormemente com seus "donos", são forçadas a ganhar o suficiente para, eventualmente, "comprar" sua liberdade. Em alguns casos, mulheres traficadas para o sexo podem ser forçadas a se submeter a cirurgias plásticas ou abortos. Um capítulo em The Slave Next Door (2009) relata que o tráfico humano e a escravidão sexual não se limitam a nenhum local ou classe social específicos. Conclui que os indivíduos na sociedade precisam estar alertas para relatar comportamentos suspeitos, pois o abuso psicológico e físico frequentemente deixa a vítima incapaz de escapar por conta própria.
Em 2000, o Congresso criou o Ato de Proteção às Vítimas de Tráfico e Violência, com punições mais severas para os traficantes sexuais. Ele prevê a possibilidade de que ex-escravas sexuais obtenham um visto T-1. Para obter o visto, as mulheres devem "provar que foram escravizadas por 'força, fraude ou coerção'". O visto permite que as ex-vítimas do tráfico sexual permaneçam nos Estados Unidos por 3 anos e, depois, solicitem o green card.
A Igreja Fundamentalista de Jesus Cristo dos Santos dos Últimos Dias (FLDS) foi suspeita de traficar meninas entre estados, bem como através das fronteiras EUA–Canadá e EUA–México, com o objetivo de, às vezes, matrimônios plurais involuntários e abuso sexual. A FLDS é suspeita pela Royal Canadian Mounted Police de ter traficado mais de 30 meninas menores de idade do Canadá para os Estados Unidos entre o final dos anos 1990 e 2006 para serem submetidas a casamentos poligâmicos. O porta-voz da RCMP, Dan Moskaluk, afirmou sobre as atividades da FLDS: "Em essência, é tráfico humano em conexão com atividade sexual ilícita." De acordo com o Vancouver Sun, não está claro se o estatuto canadense contra o tráfico humano pode ser efetivamente aplicado contra as atividades da FLDS anteriores a 2005, pois o estatuto pode não ser aplicado retroativamente. Uma investigação anterior de três anos por autoridades locais na Colúmbia Britânica sobre alegações de abuso sexual, tráfico humano e casamentos forçados pela FLDS não resultou em acusações, mas levou a mudanças legislativas. Ex-membros da FLDS também alegaram que crianças pertencentes à seita foram forçadas a realizar atos sexuais quando ainda crianças para homens mais velhos, sem poder sair. Isso foi descrito por numerosos ex-membros como escravidão sexual, e foi reportado como tal pelo Sydney Morning Herald. Uma ex-residente de Yearning for Zion, Kathleen Mackert, afirmou: "Fui obrigada a fazer sexo oral com meu pai quando tinha sete anos, e isso escalou a partir daí."